# Arthaldeus dolens
Arthaldeus dolens är en insektsart som beskrevs av Alexander Fyodorovich Emeljanov 1966. Arthaldeus dolens ingår i släktet Arthaldeus och familjen dvärgstritar. Inga underarter finns listade i Catalogue of Life.